# Окшатина
Окшатина (на албански: Okshatina или Okshatinë) е село в Албания, в община Булкиза (Булчица), административна област Дебър.

## География
Селото е разположено в областта Грика Вогъл.

## История

### В Османската империя
Според статистиката на Васил Кънчов („Македония. Етнография и статистика“) Окшутинъ е част от Грика Вогъл (Мала Река) и в него живеят 390 души арнаути мохамедани.
На Етнографската карта на Битолския вилает на Картографския институт в София от 1901 година Окшатино е чисто албанско село в Дебърската каза на Дебърския санджак с 96 къщи.

### В Албания
След Балканската война в 1912 година селото попада в Албания.
В 1915 година, по време на Първата световна война, селото е анексирано от Царство България. Към 1 март 1916 година Окшетинъ е част от Омежката община на българската Дебърска околия.
До 2015 година е част от община Шупенза.